# Emperadriu Shōken
L'emperadriu Shōken (昭憲皇 后, Shōken-kōgō), també coneguda amb el nom d'emperadriu vídua Shōken (昭憲皇 太后, Shōken-kōtaigō) (Heian-kyo, 9 de maig de 1849 - Numazu, 9 d'abril de 1914), va ser l'esposa de l'emperador Meiji del Japó.

## Primers anys
Nascuda com a Masako Ichijō (一条 勝 子, Ichijō Masako), Shōken era la tercera filla de Tadaka Ichijō, exministre de l'esquerra i cap de la branca Ichijō del clan Fujiwara. La seva mare oficial era filla del príncep Fushimi Kuniie, mentre que la seva mare biològica era Tamiko Shinbata, filla d'un metge de la família Ichijō. De petita, la princesa Masako va ser una mena de nena prodigi, ja que va ser capaç de llegir la poesia Kokin Wakashū als quatre anys i havia compost alguns versos waka als cinc. Als set anys llegia alguns textos en xinès clàssic, amb una mica d'ajuda, i estudiava cal·ligrafia japonesa. Als dotze anys, estudiava koto (instrument musical) i era aficionada al teatre Noh. També havia estudiat l'art ikebana i els secrets de la cerimònia del te japonès. Inusualment per l'època, també va ser vacunada contra la verola.

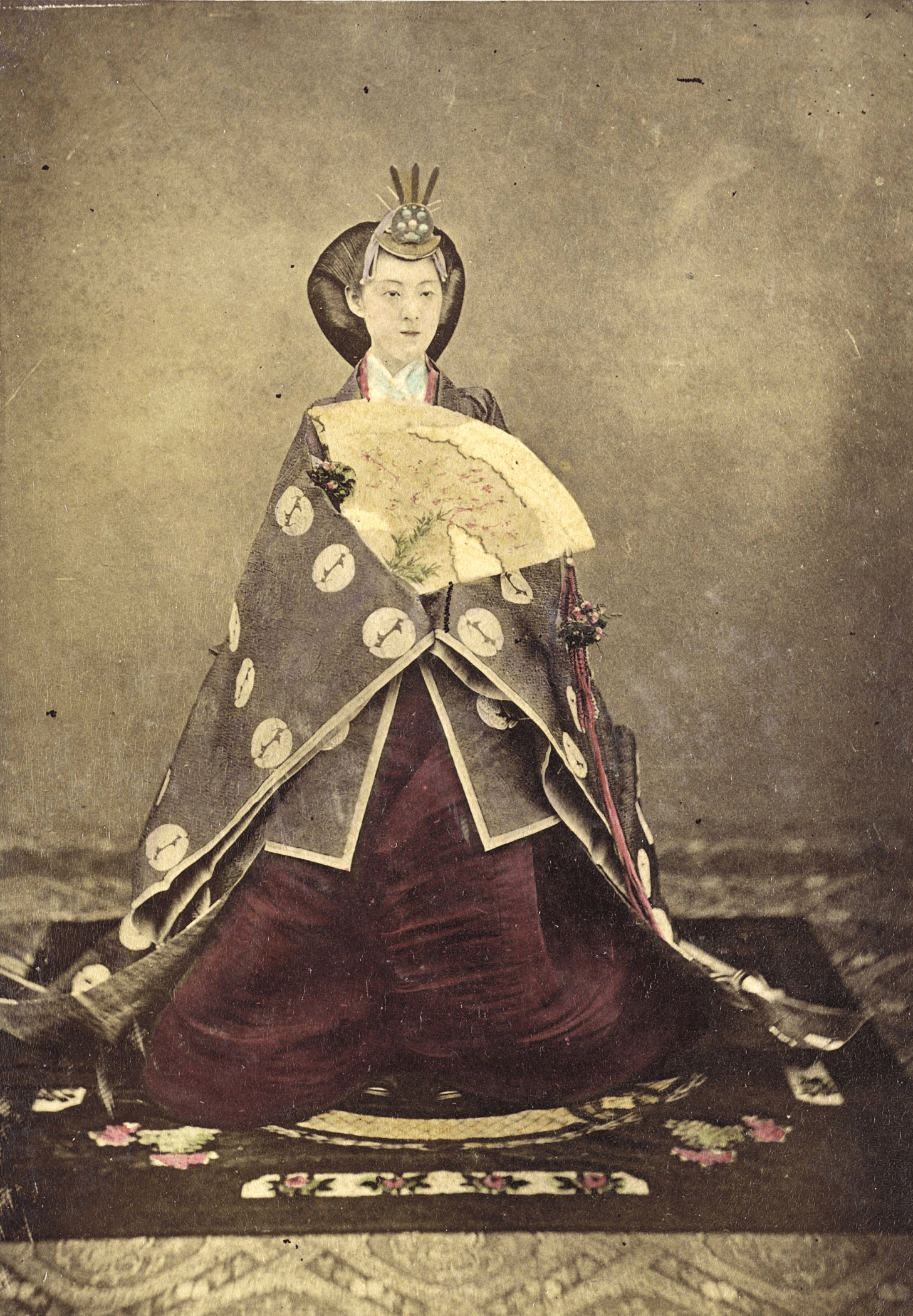
L'emperadriu consort Haruko el 1872.

El principal obstacle per a la seva elegibilitat per ser emperadriu consort va ser el fet que era tres anys més gran que l'emperador Meiji, però aquest problema es va resoldre canviant la seva data de naixement oficial del 1849 al 1850. Masako Ichijō es va comprometre amb l'emperador Meiji el 2 de setembre de 1867 i va adoptar el nom de Haruko (美 子), que tenia com a objectiu reflectir la seva mida diminutiva i la seva bellesa serena. El Shogunat Tokugawa va prometre 15.000 ryō en or per a les noces i li va assignar un ingrés anual de 500 koku, però com que la restauració Meiji es va produir abans del casament, les quantitats promeses no es van arribar a lliurar mai. El casament es va retardar en part a causa dels períodes de dol per l'emperador Kōmei, i del seu germà Ichijō Saneyoshi, i a causa també dels aldarulls polítics que havien exclatat a Kyoto el 1867 i el 1868. El casament es va celebrar finalment l'11 de gener de 1869.
Va ser la primera consort imperial que va rebre tant el títol de nyōgō com el de kōgō, literalment "esposa de l'emperador" o "emperadriu consort", en diversos centenars d'anys.
Tot i que va ser la primera emperadriu consort japonesa a exercir un paper públic, aviat va quedar clar que l'emperadriu Haruko era incapaç de tenir fills. L'emperador Meiji va tenir quinze fills amb cinc concubines diferents. Com feia temps que era costum a la monarquia japonesa l'emperadriu va adoptar Yoshihito, el fill gran del seu marit i que havia tingut amb una de les concubines, Yanagihara Naruko. Yoshihito va esdevenir així l'hereu oficial del tron i, a la mort de l'emperador Meiji, el va succeir amb el nom d'emperador Taishō.

## Emperadriu consort
L'emperadriu va deixar Kyoto el 8 de novembre de 1869 per dirigir-se cap a la nova capital de Tòquio. En una ruptura de la tradició, l'emperador Meiji va insistir que tant ella com les dames d'honor grans assistissin a les conferències educatives que es donaven a l'Emperador de forma regular sobre les condicions al Japó, així com també a les visites en països de l'estranger.
El 30 de juliol de 1886, l'emperadriu va assistir a la cerimònia de graduació de l'Escola Peeresses amb roba occidental, i el 10 d'agost va rebre per primera vegada convidats estrangers vestida amb roba occidental quan va organitzar un concert de música occidental amb l'Emperador. A partir d'aquest moment tant l'emperadriu com el seu seguici van portar sempre roba d'estil occidental en públic. El gener de 1887 va publicar una nota sobre el tema al·legant que el vestit tradicional japonès no només no s'adequava a la vida moderna, sinó que de fet el vestit d'estil occidental. estava més a prop que el quimono de la roba que portaven les dones japoneses en l'antiguitat.

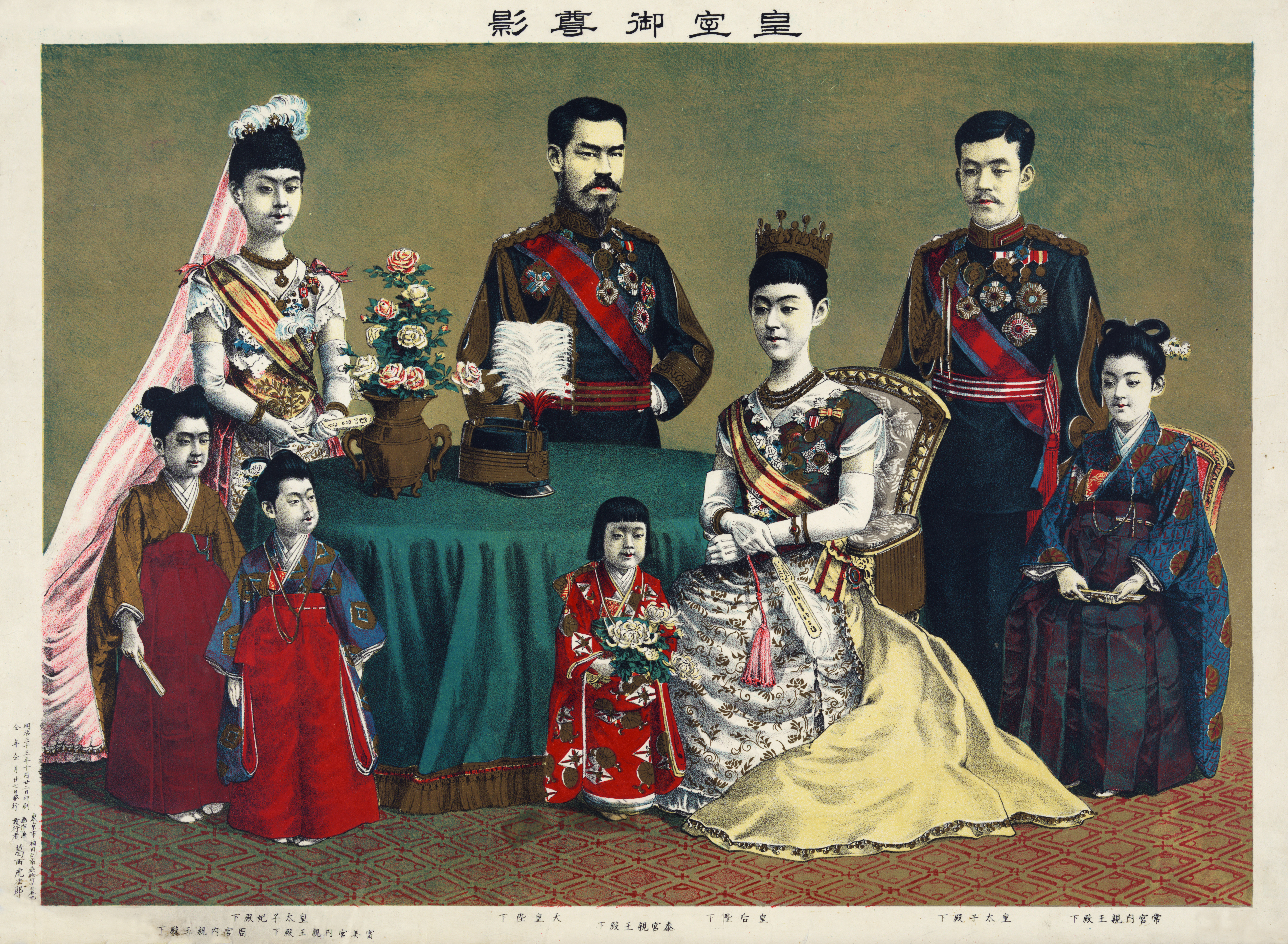
La família imperial el 1900. D'esquerra a dreta: la princesa Kane, la futura emperadriu Teimei, la princesa Fumi, l'emperador Mutsuhito, la princesa Yasu, l'emperadriu, el príncep Yoshihito i la princesa Tsune.

En l'àmbit diplomàtic, l'emperadriu va acollir l'esposa de l'expresident nord-americà Ulysses S. Grant durant la seva visita al Japó, i també va estar present per a les reunions de l'emperador amb el rei hawaià Kalākaua el 1881. Més tard aquell mateix any, va ajudar a acollir la visita dels fills del futur rei britànic Eduard VII, el príncep Albert Víctor i el príncep Jordi (el futur Jordi V), que li van mostrar un parell de cangurs d'Austràlia.
L'emperadriu va acompanyar el seu marit a Yokosuka el 26 de novembre de 1886 per observar els nous creuers de la Marina Imperial Japonesa Naniwa i Takachiho disparant torpedes i realitzant altres maniobres. Des de 1887 va estar sovint al costat de l'Emperador, en les seves visites oficials a escoles, fàbriques i fins i tot en maniobres de l'exèrcit. Quan l'emperador Meiji es va posar malalt el 1888, va ocupar el seu lloc quan va acollir als enviats de Siam, armar vaixells de guerra i visitar la Universitat Imperial de Tòquio.
El 1889, va acompanyar l'emperador Meiji en la seva visita oficial a Nagoya i Kyoto. Mentre l'Emperador continuava visitant bases navals a Kure i Sasebo, es dirigí a Nara per adorar els santuaris principals xintoistes.
Coneguda durant tot el seu regnat pel seu suport a la tasca benèfica i l'educació de les dones, durant la Primera Guerra sino-japonesa (1894–1895), l'emperadriu també va treballar per a la creació de la Societat de la Creu Roja Japonesa. Especialment preocupada per les activitats de la Creu Roja en temps de pau, va crear un fons per a la Creu Roja Internacional, que va passar a ser anomenat "Fons de l'Emperadriu Shōken". Actualment aquest fons s'utilitza per a activitats de benestar internacional. Durant la guerra, després que l'Emperador traslladés la seva seu militar de Tòquio a Hiroshima per estar més a prop de les línies de comunicacions amb les seves tropes, l'emperadriu, que viatjava junt amb les seves dues concubines preferides, s'uní a ell a Hiroshima a partir del març del 1895. Mentre estava a Hiroshima va insistir en visitar cada dia els hospitals on es recuperaven els soldats ferits.

## La vida com a emperadriu vídua
A la mort de l'emperador Meiji el 1912, l'emperador Taishō li va concedir el títol d'emperadriu vídua (皇太后, Kōtaigō).
Shōken va morir el 1914 a la vila Imperial de Numazu, a Shizuoka, i va ser enterrada al monticle est del Fushimi Momoyama Ryo de Fushimi (Kyoto), al costat de l'emperador Meiji. La seva ànima es va consagrar al Santuari Meiji de Tòquio. El 9 de maig de 1914, va rebre el nom pòstum de Shōken Kōtaigō. El vagó de ferrocarril on viatjaven l'emperadriu i l'emperador Meiji es pot veure avui al museu Meiji Mura de Inuyama, a la prefectura d'Aichi.